# Armadilloniscus amakusaensis
Armadilloniscus amakusaensis är en kräftdjursart som beskrevs av Nunomura 1984. Armadilloniscus amakusaensis ingår i släktet Armadilloniscus och familjen Detonidae. Inga underarter finns listade i Catalogue of Life.